# Ternatus
Ternatus là một chi nhện trong họ Linyphiidae.